# 1954 dans les parcs de loisirs
| Années des parcs de loisirs : 1951 - 1952 - 1953 - 1954 - 1955 - 1956 - 1957    |
| Décennies des parcs de loisirs : 1920 - 1930 - 1940 - 1950 - 1960 - 1970 - 1980 |

## Parcs d'attractions

### Ouverture
- Bellewaerde ( Belgique)
- Story Land ( États-Unis)
- The Great Escape ( États-Unis) Aujourd'hui connu sous le nom Six Flags Great Escape Theme Park & Lodge.

## Événements
- Efteling accueil son millionième visiteur[1].
- Juin
  - 21 juin -  États-Unis - Pose de la première pierre du parc Disneyland en Californie. Il ouvrira 257 jours plus tard.

## Attractions

### Autres attractions
| Nom                                         | Type/Modèle           | Constructeur | Parc       | Pays     |
| ------------------------------------------- | --------------------- | ------------ | ---------- | -------- |
| Karuselli                                   | Carrousel             |              | Linnanmäki | Finlande |
| Kinderspoor (« chemin de fer des enfants ») | Locomotives à pédales | Efteling     | Efteling   | Pays-Bas |

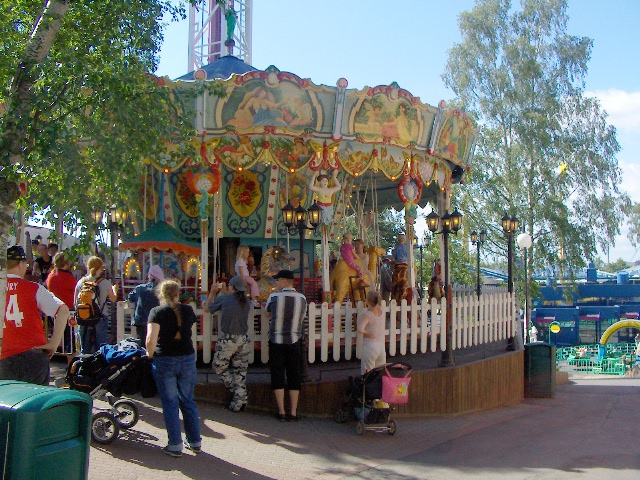
Karuselli à Linnanmäki